# Моя борьба III
«Моя борьба III» (англ. My Struggle III) — первый эпизод и премьера одиннадцатого сезона американского научно-фантастического телесериала «Секретные материалы». Эпизод был написан, а также срежиссирован Крисом Картером и вышел в эфир 3 января 2018 года на Fox. Этот эпизод продолжает события финала десятого сезона «Моя борьба II» и вспоминает его основные сюжетные повороты. «Моя борьба III» относится к общей мифологии сериала и является первым из трех эпизодов мифологии сезона. Теглайн эпизода «Я хочу верить» превращается в «Я хочу лгать» (I want to believe).

## Краткое содержание
Фокс Малдер (Дэвид Духовны) и Дана Скалли (Джиллиан Андерсон) узнают, что они не единственные, кто отчаянно ищет своего давно потерянного сына Уильяма. От мальчика может зависеть судьба всего мира.

## Сюжет
Эпизод начинается с монолога Курильщика о его роли в современной истории. Он называет своё полное имя — Карл Герхард Буш.
Дана Скалли приходит в сознание в больнице после припадка, раскрывающего события предыдущего эпизода как видения апокалиптического будущего. Она рассказывает Фоксу Малдеру о предстоящей эпидемии спартанского вируса, которую увидела в своих видениях, но её напарник расценивает эту историю как следствие болезни Скалли. Неизвестный преследует агента Джеффри Спендера в подземном гараже и сбивает его машиной. Спендер прячется за дверью многоквартирного дома, на которой указано число «209». Нападавший требует выдать местонахождение мальчика.
Спендер звонит Малдеру с сообщением о произошедшем. Звонок прослушивает Курильщик, который находится в комнате с Моникой Рейс. Малдер замечает, что за его автомобилем ведётся слежка. Начинается погоня, но Малдеру удаётся уйти от преследования.
Спендер появляется у кровати Скалли и рассказывает, что кто-то разыскивает её с Малдером сына. Он отказывается сообщить местоположение Уильяма, но называет фамилию семьи, которая взяла мальчика на воспитание — ван де Камп. Малдер выслеживает своего преследователя, который, как он надеется, приведёт его к Курильщику. Однако он находит в его доме лишь мужчину и женщину, которые когда-то были членами Синдиката, скрывавшего информацию о вторжении пришельцев. Заговорщики сообщают об инопланетном патогенном вирусе, который находится в распоряжении Курильщика и в состоянии уничтожить человечество. Они предлагают Малдеру убить Курильщика, чтобы спасти своего сына.
Уолтер Скиннер хочет встретиться со Скалли, но не может до неё дозвониться. В машине на подземной парковке Моника приставляет к его голове пистолет. Появляется Курильщик, который предлагает Скиннеру сделку: иммунитет к вирусу в обмен на сына Малдера, Скалли покидает больницу, но из-за нового припадка попадает в автомобильную аварию. На помощь приходят агенты Эйнштейн и Миллер, которые возвращают Скалли в госпиталь. Убийца, подосланный мистером Y и Эрикой, пытается задушить Скалли. Подоспевший Малдер перерезает ему горло скальпелем. Скалли догадывается, что убийцу прислал не Курильщик, у него и раньше была возможность убить её. Она также рассказывает, что её видения идут от Уильяма, и именно он направляет Скалли и Малдера. В больницу приезжает Скиннер; Малдер чувствует исходящий от него запах сигарет и начинает драку.
Из флэшбэков становится известно, что 17 лет назад Курильщик с помощью инопланетной науки искусственно оплодотворил Скалли, чтобы создать суперчеловека. Настоящим отцом Уильяма является не Малдер, а Курильщик.
В финальной сцене у подростка (вероятно, Уильяма) происходит припадок.

## Производство

### Написание
Предыдущие события мифологии Секретных материалов получили негативные отзывы, поэтому Крис Картер сосредоточился на создании самостоятельных историй, а не на развитии мифологии. В различных интервью Картер уже отмечал необходимость последующего раскрытия смысла серии «Моя борьба II», в то время как он был ещё в производстве.
По словам Криса Картера, он планировал стратегию неожиданного сюжетного поворота с тех пор, как был снят эпизод En ami. Он объясняет, что сделал это «для дополнения героев новой эмоциональной составляющей. Поскольку аудитории известен шокирующий поворот, а Малдеру и Скалли нет, то откровение станет для них большим эмоциональным потрясением. А именно, „химия“ между Малдером и Скалли является незыблемой частью сериала».